# 府ロクSC
府ロクサッカークラブ（ふロク サッカー クラブ、府ロクSC）は、東京都府中市をホームタウンとする少年サッカークラブである。

## 概要
東京都府中市で活動する少年サッカーチームである。多くのプロサッカー選手を輩出している。
元サッカー女子日本代表でバロンドーラーである澤穂希の出身チームである。

## 出身選手
- 日本代表
  - 谷中治
  - 中村憲剛
  - 澤穂希
  - 中里優
- プロサッカー選手
  - 鈴木将方
  - 久島寿樹
  - 保坂一成
  - 村上佑介
  - 杉本竜士
  - 小田原貴
  - 大迫蒼人